# 直江兼續
直江兼續（日语：〔〕／ Naoe Kanetsugu，1560年—1620年1月23日）是日本戰國時代、安土桃山時代和江戶時代初期之文武兼備的才將。父親是長尾政景的家臣樋口兼豐；先祖據傳是平安時代源義仲的忠臣義仲四天王之一的樋口兼光。
史料對於兼豐的身份有所爭議；根據米澤藩的記録《古代士籍》和《上田士籍》，樋口兼豐是長尾政景家老、上田執事；而根據《藩翰譜》，兼豊僅是管理薪炭的小吏。兼續的母親是上杉家重臣直江景綱的妹妹（也有說是信州豪族泉重歳的女兒）。兼續後來繼承直江氏；與片倉景綱並稱「天下二陪臣」，為日本七柱槍之一。

## 生涯

### 少年時代
兼續目前最早的史料是推定於天正8年(1580年)所發出的書狀。兼續二十歲以前的事蹟有著諸多說法，以下內容目前尚未發現能夠確認真實性的史料。
永祿3年（1560年）作爲長子生於越後國坂戶城（現新潟縣南魚沼市）。湯澤町姓樋口者頗眾，也有說他生在越後湯澤。
兼續幼名與六。5歲開始在仙桃院（上杉謙信的姐姐、同時也是上杉景勝的母親）的推薦下，成為上杉景勝的侍童·近侍。永禄7年（1564年），因爲上田長尾家当主長尾政景去世，於是跟隨作爲上杉謙信養子的上杉景勝（時名長尾顕景）進駐春日山城。

### 直江家繼承

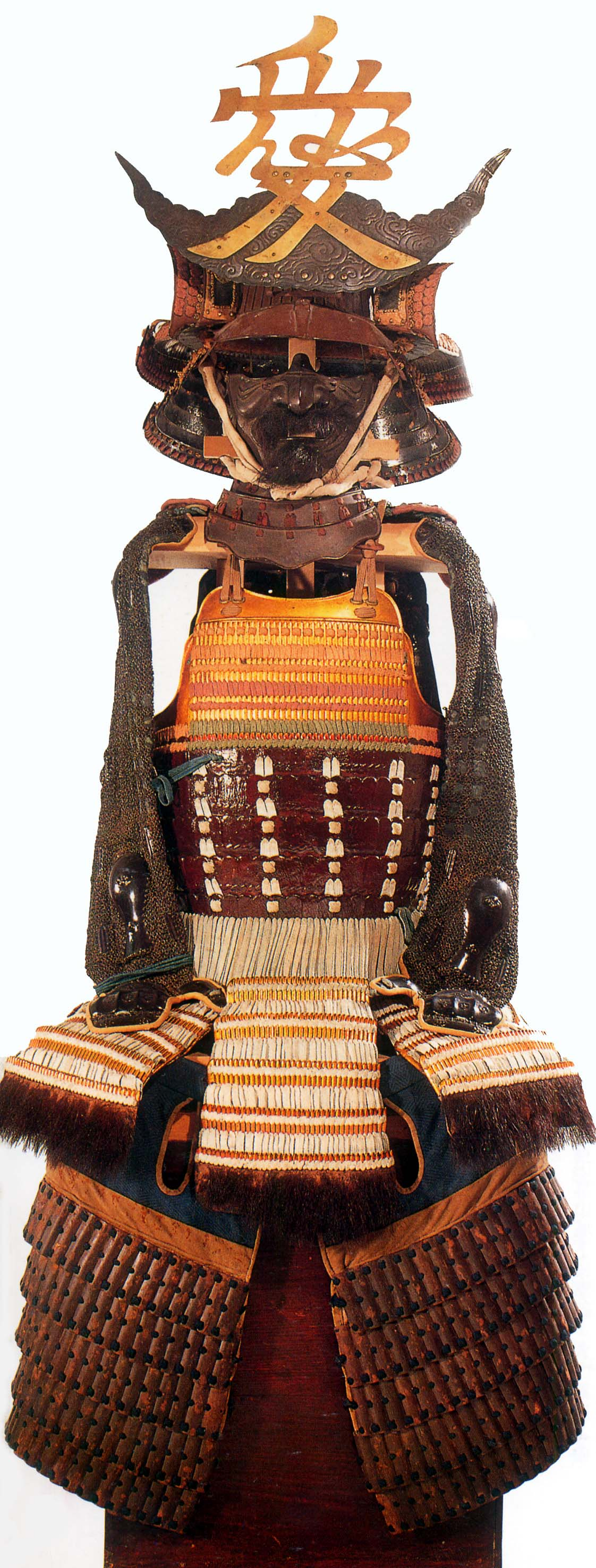
金小札浅葱糸威二枚胴具足
直江兼續的甲冑

謙信暴卒的天正6年（1578年），上杉家有御館之亂；是年18歲的兼續和父親協助景勝擊敗上杉景虎，幫助景勝快速佔領春日山城，成為平定亂事的功臣之一。天正9年（1581年），景勝的親信直江信綱被毛利秀廣殺害。為免直江氏絕後，兼續奉景勝之命入贅直江家，娶表姐直江景綱的女兒、信綱之妻阿船，繼承直江氏。由此改名為直江兼續，並且成爲与板城城主，共同與狩野秀治執政，輔助景勝治理越後。

### 豐臣政權時代
天正11年（1583年）成為山城守。天正12年（1584年）狩野秀治病倒，逐漸由兼續負責內政與外交。秀治死後則完全由擅長外交的兼續一人擔當。家臣們稱景勝為「御屋形」（主公），稱兼續為「旦那」（主人）。天正14年6月22日（1586年8月7日），兼續陪同景勝上洛，天皇冊封景勝為從四位下左近衛權少將，兼續為從五位下。

#### 軍事成就
在新發田之乱中，為爭奪戰略要地新潟與新發田重家展開激烈的戰鬥。天正11年（1583年）因為大雨，上杉家敗北。兼續於是整治了主流不定的信濃川、開鑿支流中之口川，奠定現在新潟平原的基礎，然後逐漸擠壓新發田家的空間。天正13年11月20日（1586年1月9日），佔領了新潟城和沼垂城，取得新潟港的控制權。失去經濟來源的新發田重家很快衰敗。天正15年10月23日（1587年11月13日），兼續和藤田信吉一起攻陷新發田城的支城：五十公野城；之後於10月28日立刻攻佔了新發田城，結束戰爭。
天正16年（1588年10月7日），與須田滿親、色部長真等人一同接受豐臣秀吉賜姓豐臣，以豐臣兼續的名字成為山城守。天正17年（1589年），和景勝一起出兵佐渡。佔領之後，被委派管理佐渡。天正18年（1590年），跟隨景勝參加小田原征伐，收降了松山城城代山田直安以及其部下金子家基、難波田憲次及若林氏。後來兼續擔任先鋒，攻略八王子城等關東多處城池。文禄元年（1592年）又和景勝一起出兵朝鮮，參加文禄慶長之役，取得戰功。此外，還修整了庄内地方的大寶寺城，以及平定領内的農民起義。

#### 內政經營
兼續為了恢復戰亂後的越後經濟，也施行了很多政策。首先，他鼓勵農民開墾新田。越後平原在兼續時代就開始發展，現在成為日本的稻穀主要產地。他還支持手工產業和商業的發展，鼓勵越後農民種植名為苧麻的植物。在木綿沒有普及的時代，苧麻被當作衣用纖維重要材料。青苧做成的布，在京都能售出很高的價錢，取得很大的收益。因此西村久左衛門乘安建議：將布料輸出到京都販賣。在兼續的領導下，越後恢復了謙信統治時代一樣的繁榮。
文祿4年（1595年）1月，豐臣秀吉授權景勝管理越後佐渡的金銀礦山，兼續任代官，由立石喜兵衛及志駄義秀擔任金山奉行。
慶長3年（1598年），秀吉將景勝改封到會津，上杉成為120萬石的大名；其中出羽國米澤6萬石（加上寄騎有30萬石）賜予兼續，等同於大名的待遇，時人乃稱兼續是「天下第一陪臣」。這次改封的上杉家領地，被最上家的領地分隔為会津地區，以及置賜、庄内地區兩部分。為了聯絡兩地，兼續著手修築朝日軍道。朝日軍道是沿著朝日山地的尾根筋山脊的險道，關原之戰後廢棄。

### 關原之戰
慶長3年8月18日（1598年9月18日）秀吉逝世，德川家康勢力抬頭。景勝、兼續規劃自前領主蒲生家的居城若松城遷出，另築神指城。更放逐了主張與德川家和睦的上杉家重臣藤田信吉。此外，堀秀治則向家康進言「上杉家有謀反意圖」。家康於是要求景勝上洛解釋，為拒絕家康的上洛要求，兼續執筆了著名的「直江狀」。
這封令家康大怒而招致會津遠征的直江状，被後世認為是偽作，遭竄改的可能性很大，然而在勸阻家康討伐上杉的舊豐臣奉行的書信中寫到：「這次的直江所作所行，實在有無禮之處，令您生氣也是情有可原」、「您不必和鄉下人一般見識」等等。由此可見兼續的信確實是有，也的確因此激怒了家康。
景勝、兼續一面修築新城神指城來取代難以防守的若松城，一面在白河練兵準備迎擊德川軍。但由於石田三成的舉兵，家康率領的東軍主力不得不停止攻擊上杉。兼續這方仍率領3萬精銳部隊入侵東軍最上義光的領地山形。上杉家移封以來，與最上義光一直為庄內地方而戰事不斷。從上杉家來看，領土被最上家所隔開；從最上家來看，領土被上杉家包圍。原本東北地區的東軍集結在最上家領地，家康撤退後，其他大名也跟著一起撤離，因此最上領地內東軍兵力驟減。義光對次感到危險，一面派出使者，和上杉家講和，一面向東軍諸侯求援，企圖先發制人。察覺到義光動向的兼續拒絕了和議。
義光為了集中兵力，命令部下放棄一部分的支城。但畑谷城守將江口光清拒絕服從而據城頑抗，後在上杉軍猛烈攻擊下失守。隨後進攻志村光安守衛的長谷堂城，和里見民部守衛的上山城。上山城只有500名士兵守衛，兼續派了4000人的分隊，里見民部出城迎戰。上杉軍以8倍的兵力，仍然久攻不下，反而損失了數名武将；分隊最終也沒有和兼續的本隊會合。進攻長谷堂城的是兼續親自率領的1萬8000人。志村光安，鮭延秀綱帶領1千名守軍奮力抵抗，上杉軍上泉泰綱戰死。本來想速戰速決，結果演變成持久戰。9月29日，西軍於關原之戰失敗的消息傳來，上杉軍經過20天的戰鬥連攻不下，只能撤退（詳細參照長谷堂城之戰）。
最上軍和前來救援的伊達方留守政景部隊乘勝追擊，上杉軍在兼續的指揮下，由水原親憲、前田利益等將領殿後，最終全軍撤回米澤城。這次的撤退非常經典，受到敵人義光和家康的稱讚，後來還作為日本陸軍参謀本部的戰例。
上杉軍進攻最上侵佔山形的行動以失敗告終。最上軍奪回庄內地方，並且發生伊達進攻上杉領地的松川之战，但守將本庄繁長成功擊退伊達。景勝、兼續打算殲滅最上、擊退伊達的構想就此破碎。

### 江戶時代
返回領地後，兼續原本堅持與德川家抗戰到底，後被景勝與本庄繁長說服而作罷。慶長6年（1601年）7月，兼續隨同景勝上洛向家康請罪，景勝減封至米澤三十萬石，兼續六萬石。但兼續只自取五千石，其他分給其他大臣。家康知悉後讚嘆道：「能得如此之能臣，取天下可無難矣！」自此上杉家向德川家宣示忠誠。
慶長13年1月4日（1608年2月19日），兼續改名為重光，輔助景勝治理米澤藩。和在越後一樣致力于開發新田和治水；在流經米澤的最上川上游，修築了3公里長的石堤防止氾濫，後人稱之「直江石堤」。米澤藩表面石高只有三十萬石，實際達到五十一萬石。此外還擴大城鎮面積、振興手工業、開發礦山，只用了十年就把米澤發展成擁有繁榮城下町的豐裕城。
為了和德川家打好關係，透過德川家近臣本多正信開展外交；慶長14年（1609年），在正信幫助下，免除了10萬石的賦稅。兼續還把正信的兒子本多政重認作婿養子。1611年中斷了養子關係，仍然和本多家保持親密的友情。
慶長19年（1614年）作為東軍參戰大坂之役，在鴫野之戰中，立下戰功。
元和5年（1620年），病逝於江戶鱗屋敷，享年六十歲。據說兼續去世時，一向面無表情的景勝放聲痛哭，可見兩人之間的情誼。

## 墓所
死後葬於米澤市德昌寺。後來德昌寺和米澤林泉寺起了紛爭，失敗的德昌寺被廢，改葬到東源寺，最後在藩厅裁定下再次改葬到林泉寺。
昭和13年（1938年）4月30日，米澤市本城鎮座的松岬神社開始祭祀兼續。一直到第二次世界大戰結束米澤市每年4月30日都有直江祭。

## 死後
兼續死後，隨著兼續的兒子早逝和與養子本多政重（後來成爲加賀藩前田氏家老5万石）的關係被解除，直江家斷絕。有人說這是兼續認爲自己是上杉家減封的罪人，以及自己俸祿過高導致上杉家財政拮据而有意所為。
兼續去世的時候上杉景勝和德川秀忠各賜銀50枚。
兼續去世18年後寬永14年（1637年）阿船也去世了。藩政交給兼續的助手平林正興。正興在兼續去世後的寬永17年（1640年）製作的往古御城下繪圖中兼續是陪臣中唯一有「殿」尊稱。正興還安排兼續親信木次左近出任郡代，保護作爲直江派的與板組在米澤藩內存在。
兼續和阿船起先都葬在直江家菩提寺德昌寺，德昌寺和上杉家菩提寺林泉寺爭執失敗，德昌寺逃往越後。直江夫妻的墓碑和靈位移到東源寺，此後通過藩廳裁定改葬到林泉寺。據説靈位和遺骨仍然放在東源寺。分骨存放在高野山清淨心院。新潟縣長岡市的德昌寺也存放著直江夫妻的牌位。
當初的法名是達三全智居士，100周年忌辰法名被追加為英貔院殿達三全智居士。
大正13年（1924年）2月11日，宮內省追贈從四位。這時候用的是兼續而不是改名後的重光，所以後世只知道兼續。

## 家族
大國實賴
弟弟，過繼給小國家，豐臣秀吉將之改姓為大國。因反對哥哥直江兼續收養本多政重，靠攏德川家的做法 (大國實賴堅持效忠豐臣秀賴)，遭到上杉家放逐。
阿船之方
弘治3年（1557年） - 寬永14年1月4日（1637年1月29日））
正室。直江景綱的女兒，也是其表姐。
直江景明
文禄3年（1594年） - 慶長20年7月12日（1615年9月4日））
長男。
於松
天正13年（1585年） - 慶長10年8月17日（1605年9月29日）
長女。慶長9年（1604年）直江家嫁給當作養子的本多政重（直江勝吉），但是次年就死了。此後把兼續的養女阿虎嫁給勝吉。法名雪窗幻春大姊。
於梅
生年不詳 - 慶長10年1月13日（1605年3月5日）
次女。本來要嫁給色部長實的兒子色部光長，結果嫁的是的兼續的妹妹。比姐姐於松死得更早。根據木村德衛所說名字叫「於梅」。法名吉山梅龍心立大姊。
阿虎
生年不詳 - 寬永4年（1627年）6月10日
養女。弟弟大國實賴的女兒。慶長14年（1609年），作爲兼續養女嫁給本多政重。

## 傳聞和軼事

「三葉羽三龜甲」直江兼續家紋

- 江戶時代後期和明治時代以後的作品中，兼續都是以才貌兼備的形象出現，是謙信寵愛的小姓，現在的時代小説也把這個作爲「事實」頻繁引用。其實，謙信生前和兼續有臣屬關係的史料從來沒有過，青少年期的兼續是否服侍過謙信的説法無從考證。[2]。
- 從天正8年（1580年）兼續還在樋口家的書信中看，他的確是景勝的屬下。[3]。
- 上杉家轉封米澤的時候陷入財政危機，兼續：「人才是真正的財富。大家願意留下的都留下」，沒有遣散家臣。米澤用原來1/4的領地養活了家臣及其家族3萬多人。他自己過著簡樸的生活，把節省的錢用來維持藩政。米澤市的郊外至今還有奉兼續之命在此屯田的武士後人。他們在家四周種植板栗和柿子這些可食用果實的樹木。
- 為應對非常情況兼續還下令將米澤的墓石全部做成方形，中間鏤空。這樣很容易就可以把這些石頭累起來堆成簡單的防禦設施。現在米澤的墓還都是格子狀的墓石。兼續自己的墓也是這種形狀。
- 兼續和妻子阿船感情很好，雖然阿船比兼續年長，可兼續沒有娶過妾。
- 他和南化玄興，西笑承兌都有來往，自己也是文人和藏家。兼續所藏宋版《史記》、《漢書》及《後漢書》是南化和尚所贈，現在都被指定為國寶。他在日本首次使用銅活字技術出版了《文選》，並且創立了米澤藩的教育機關禪林寺（後來得興讓館，現在山形縣立米澤興讓館高等學校）。
- 兼續的頭盔上裝飾有一個很大的「愛」字，這副盔甲保存在米澤市上杉神社的稽照殿。這個「愛」字是「仁愛」和「愛民」的意思。上杉謙信信仰毘沙門天因此旗幟上印了一個大大的「毘」字。當時把神佛的名字印在旗幟和盔甲上十分盛行。也有說愛代表軍神「愛染明王」和「愛宕權現」的意思。
- 《常山紀談》形容兼續「身材偉岸可力頂百人，雖為人有些迷糊天然，學問詩歌卻無不精通，是才智兼備的武將」。對比豐臣秀吉身高154cm，德川家康身高157cm，織田信長身高170cm，直江兼續的身高是180cm。遠遠高於當時日本成人男子的平均身高。
- 御館之亂的時候謙信的遺囑可能是兼續串通照顧謙信起居的直江景綱的繼室妙樁尼偽造的。這在《上杉年譜》裏面有記錄。不過這時候的兼續並沒有出現在正史中，而且身份也很卑微。

「直江景綱後室和樋口與六高聲讀家督之職讓景勝公繼承，此乃關東管領口授，如果同意就低頭接受。左右在座諸臣都說這樣的話國家就安定了」
 — 《上杉年譜》
- 《最上記》記述，長谷堂城之戰的撤退戰中直江兼續表現出「古今無雙」用兵技巧。
- 秀吉死後根據遺命把備前長船兼光贈送給兼續，雖然是陪臣可是享受大名的待遇。

## 负面评价
- 在江戶時代的米澤藩，人們認為兼續失利關原，令主家蒙辱，是個罪無可赦的奸臣，此種評價直到第9代藩主上杉鷹山師法兼續，進行藩政改革後，才得以昭雪。
- 江戶時代的随筆《煙霞綺談》中有這樣的故事，有一次兼續家臣三宝寺勝藏同下人五助一言不合就拔刀殺了五助。五助的遺族向兼續討説法「就算五助有錯也罪不該死」。兼續調查以後的確如遺族所說，於是命令家臣向遺族作出賠償。但是遺族不依要求還人。兼續說「死人不能復活，已經賠償了就算了吧」。遺族還是苦苦糾纏。於是兼續說「好，人死不能復生。你們要他回來是不可能的。只有你們去他那裏走一趟，看看能不能帶他回來」。然後砍了三名遺族的腦袋放在河邊，旁邊設置木牌上面寫「閻羅王命令你讓這些人把死人領回來　慶長二年二月七日　直江山城守兼續判」。不過這件事情真假不知，可能是後世的創作。

## 登場作品
小說
- 密謀（新潮社、藤澤周平著）
- 謀將 直江兼續（角川書店、南原幹雄（日语：南原幹雄）著）
- 軍師 直江兼續（河出書房新社、坂口安吾著）
- 叛旗兵（廣濟堂（日语：廣済堂）、山田風太郎著）
- 直江兼續：北方王國（集英社、童門冬二（日语：童門冬二）著）
- 直江兼續（幻冬舍、羽生道英（日语：羽生道英）著）
- 直江兼續（学研、江宮隆之（日语：江宮隆之）著）
- 天地人（文藝春秋、火坂雅志（日语：火坂雅志）著）
- 直江兼續―北國的獅子（角川春樹事務所、柘植久慶（日语：柘植久慶）著）
- 直江兼續－成為上杉謙信通往鷹山時代懸橋的男人（文藝社（日语：文芸社）、黃金寅森著）
- 直江兼續和阿船（PHP研究所、近衛龍春（日语：近衛龍春）著）
- 直江山城守兼續（講談社、近衛龍春著）
- 花之背離―直江兼續與其妻（幻冬舍、鈴木由紀子（日语：鈴木由紀子）著）
- 兵法流浪（河出書房新社、五味康祐（日语：五味康祐）著）
- 愛的武將：直江兼續（雷鳥社、著）

影視劇
- 奪城（日语：城取り）（1965年、日活、演：瀧澤修（日语：滝沢修））
- 春之坂道（日语：春の坂道）（1971年、NHK大河劇、演：内田稔）
- 關原（日语：関ヶ原 (テレビドラマ)）（1981年、TBS、演：細川俊之）
- 德川家康（1983年、NHK大河劇、演：睦五朗）
- 真田太平記（日语：真田太平記 (テレビドラマ)）（1985年、NHK、演：下塚誠）
- 利家與松（2002年、NHK大河劇、演：鈴木綜馬（日语：鈴木壮麻））
- 功名十字路（2006年、NHK大河劇、演：矢島健一）
- 天地人（2009年、NHK大河劇、演：妻夫木聰）
- 江~公主們的戰國~（2011年、NHK大河劇、演：松本真治）
- 真田丸（2016年、NHK大河劇、演：村上新悟）
- 關原（2017年、東寶、演：松山研一）
- 怎麼辦家康（2023年、NHK大河劇、演：上野隆博）

漫畫
- 花之慶次（集英社、隆慶一郎作・原哲夫畫）
- 義風堂堂 直江兼續～前田慶次月語～（新潮社、原哲夫、堀江信彦作・武村勇治（日语：武村勇治）畫）
- 女忍紅騎兵（講談社、山田風太郎作・瀨川雅樹（日语：せがわまさき）畫）

动画
- 百花繚亂SAMURAI GIRLS
- 義風堂堂！！兼續和慶次

遊戲
- 信長之野望系列（光榮）
- 太閤立志傳系列（光榮）
- 決戰III（光榮、配音：石川英郎）
- 戰國無雙系列（光榮、配音：高塚正也）
- 無双OROCHI系列（光榮、配音：高塚正也）
- 戰國BASARA（Capcom、配音：伊丸岡篤）
- 战国兰斯（Alicesoft)
- 戰刻夜想曲
- 美男戰國～穿越時空之戀，配音：中川晃教

模型玩具
- bb戰士 NO.339 SD戰國傳 武神降臨篇 直江兼續頑駄無

## 中国网络文化中的用法
在“直江兼续”这一名字中，因同时出现了“江”和“续”两字，使人引发江泽民续命的联想，因此有时会被膜蛤文化特别使用。